# Åre landskommun
Åre landskommun var en tidigare kommun i Jämtlands län.

## Administrativ historik
Åre landskommun inrättades 1 januari 1863 i Åre socken i Jämtland närt 1862 års kommunalförordningar trädde i kraft. Den påverkades inte av kommunreformen 1952.
1971 infördes enhetlig kommuntyp och Åre landskommun ombildades därmed till Åre kommun, dock utan territoriella förändringar den gången. 1974 lades kommunerna Hallen, Kall, Mörsil och Undersåker samman med Åre.

### Kyrklig tillhörighet
I kyrkligt hänseende tillhörde kommunen Åre församling.

## Folkmängd
År 1959 fanns det 3 004 invånare i kommunen och befolkningstätheten var 1,6 invånare/km². Detta kan jämföras med riksgenomsnittet som då var 18,0 invånare/km² medan länsgenomsnittet var 3,0 invånare/km².

## Kommunvapnet
Blasonering: I rött fält en stolpvis ställd bila av silver med en krona av guld uppträdd på skaftet.
Detta vapen fastställdes av Kungl. Maj:t den 4 april 1952. Se artikeln om Åre kommunvapen för mer information.

## Geografi
Åre landskommun omfattade den 1 januari 1952 en areal av 2 121,10 km², varav 1 883,40 km² land.

### Tätorter i kommunen 1960
| Tätort   | Folkmängd |
| -------- | --------- |
| Åre      | 452       |
| Duved    | 316       |
| Storlien | 247       |
| Ånn      | 224       |

Tätortsgraden i kommunen var den 1 november 1960 44,7 procent.

## Politik

### Mandatfördelning i valen 1938-1966
| 13 | 12 |

| 24 |

| 14 | 11 |

| 25 |

| 12 | 13 |

| 25 |

| 16 | 14 |

| 29 |

| 15 | 15 |

| 29 |

| 15 | 15 |

| 28 |

| 15 | 15 |

| 29 |

| 14 | 4 | 9 |  | 2 |

| 27 |

Kommunfullmäktiges siste ordförande var Anders Danielsson (c).
Kommunstyrelens siste ordförande var Oscar Blomé (fp)

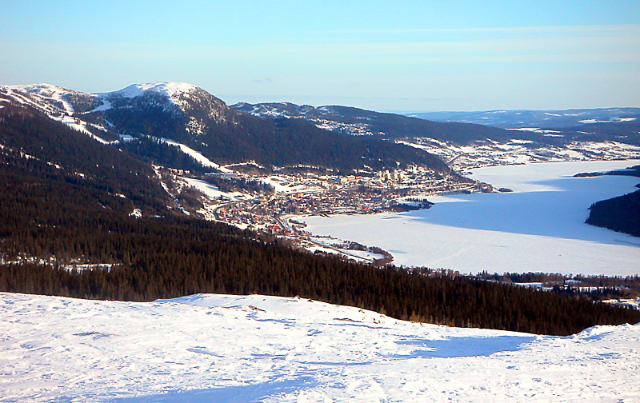
Vy över delar av Åreskutan, Åre och Åresjön.